# Kvarteret Marsyas

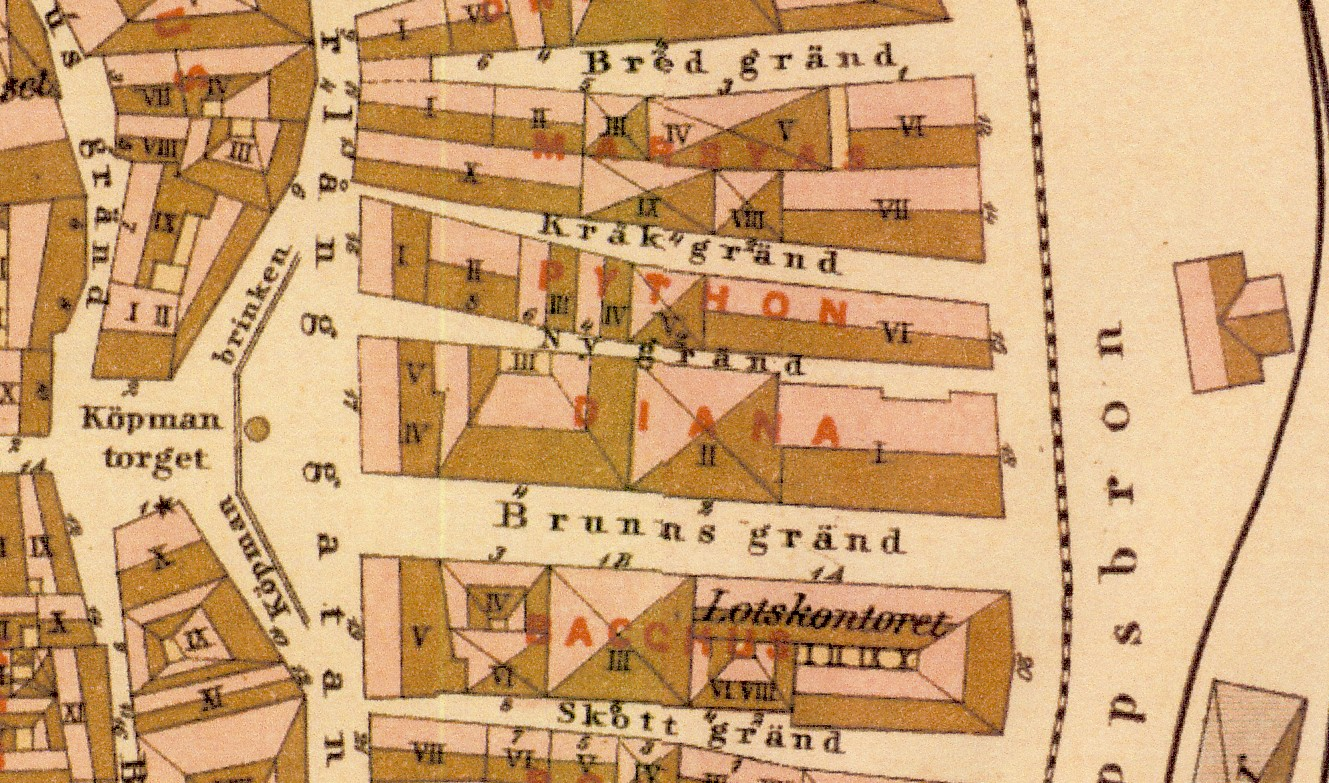
Kvarteret Marsyas på A.R. Lundgrens karta, 1885.

Kvarteret Marsyas är ett kvarter i Gamla stan i Stockholm. Kvarteret omges av Bredgränd i norr, Österlånggatan i väster, Skeppsbron i öster och Kråkgränd i söder. Kvarteret består av fyra fastigheter: Marsyas 1 och 2 samt Marsyas 10 och 11. På Alfred Rudolf Lundgrens karta från 1885 bestod kvarteret av elva egna fastigheter. I Marsyas 10 låg mellan 1953 och 1970 Marsyasteatern.

## Namnet

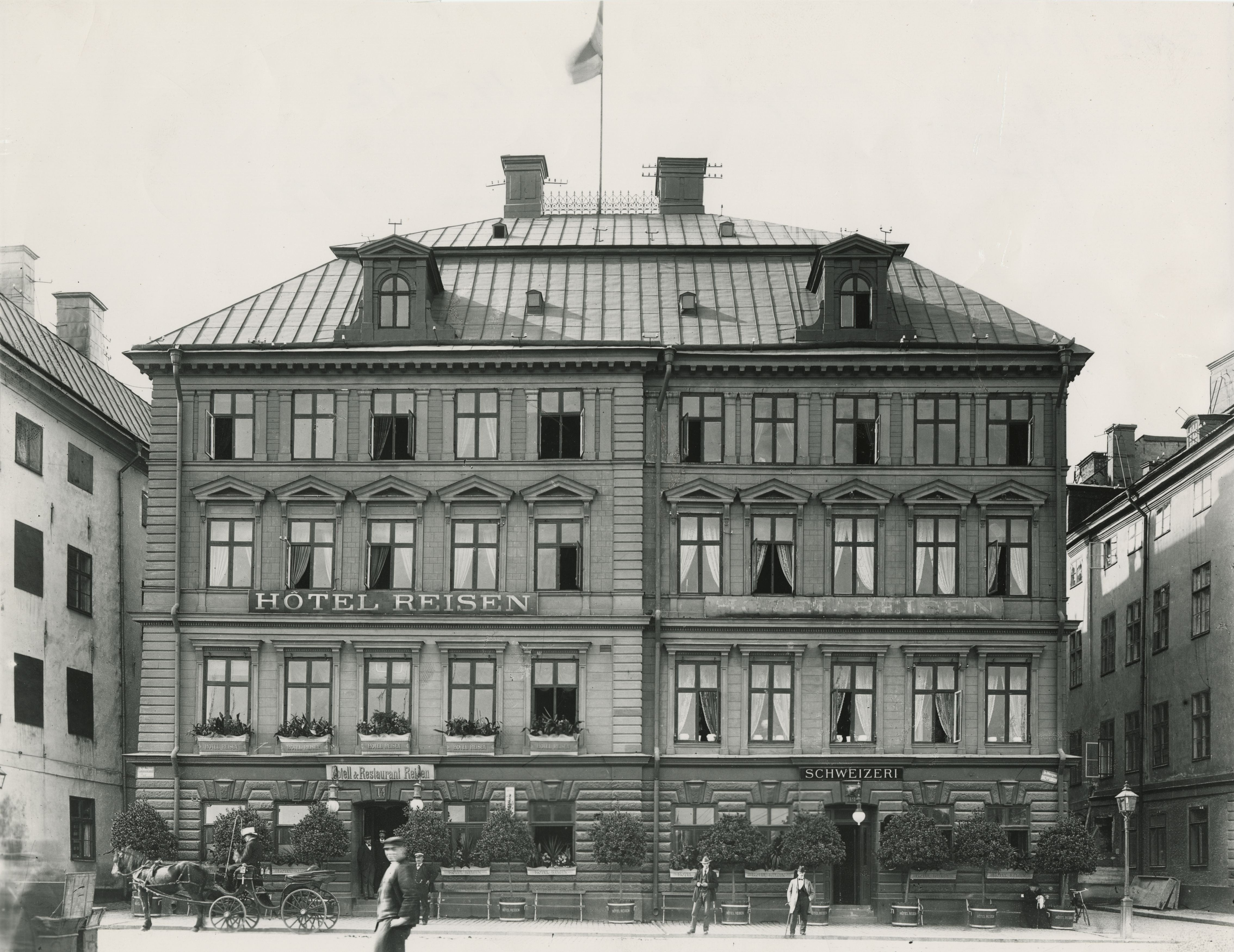
Hotel Reisen 1902.

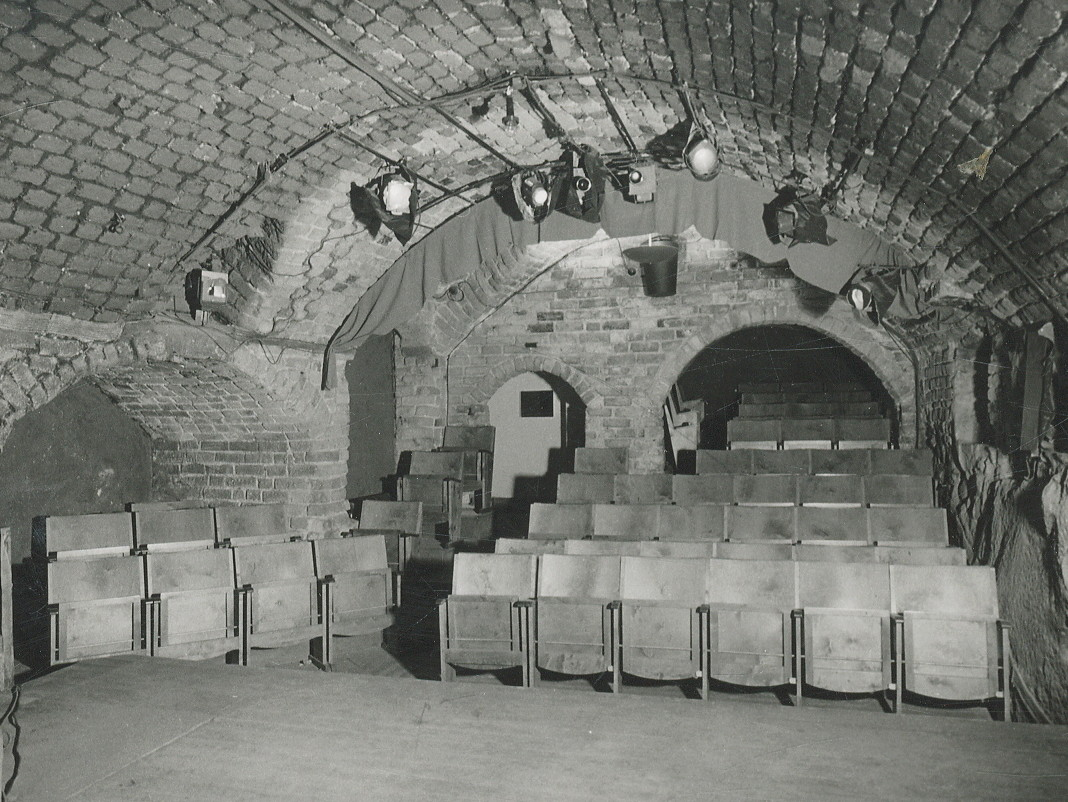
Marsyasteaterns salong, 1960.

Nästan samtliga kvartersnamn i Gamla stan tillkom under 1600-talets senare del och är uppkallade efter begrepp (främst gudar) ur den grekiska och romerska mytologin. ”Marsyas” var en satyr (en skogsdemon) i den grekiska mytologin. Han utmanade Apollon i en tävling om vem som var bäst på att spela flöjt men blev besegrad och till straff för sin förmätenhet flådd levande.

## Kvarteret
Mot öster ligger fastigheten Marsyas 11 (Skeppsbron 12–14) som idag inhyser Hôtel Reisen. Hotellet är uppkallat efter Fredrik Reiss från Holland som drev ett kaffehus i detta kvarter. Omkring 1820 övergick Reisens kaffeverksamhet i en hotellrörelse med namnet Reisen. Marsyas 11 är egentligen två hopbyggda hus som uppfördes under 1780-talets slut och var då bland annat packhus. På ett fotografi från 1902 anas fortfarande två hus. År 1930 uppfördes en ny hotellbyggnad i sex våningar efter ritningar av arkitekt Curt Björklund.
Mot väster ligger Marsyas 1 och 10 (Österlånggatan 11 och 13). Här är Marsyas 1 hopbyggd med grannfastigheten Orpheus 1 och ett lågt valv öppnar sig mot Bredgränd. 
Marsyas 10 (Österlånggatan 13) innehöll mellan 1953 och 1970 Marsyasteatern, som hade sin teatersal med 56 platser i husets källarvalv medan foajén låg i bottenvåningen. Teatern startades av konstnären Ise Morssing som stod för teaterns dekor och även var teaterchef mellan 1956 och 1966. Efter Marsyasteatern fanns här TUR-teatern under säsongen 1970/1971.
Dagens fastighet Marsyas 10 består av tre eller fyra sammanslagna medeltida tomter. Den har gaveln mot Österlånggatan och sträcker sig på längden ner längs Kråkgränd. Den fjärde och femte våningen har troligen byggts på omkring 1700 respektive vid 1800-talets mitt. Vid en ombyggnad 1875 fick fasaden sitt nuvarande utseende. I slutet av 1970-talet lät AB Familjebostäder bygga om hela fastigheten efter ritningar av arkitekt Per-Olof Olsson.